# Virtus.pro
Virtus.pro est une organisation professionnelle et amateure de sport électronique créée en 2003 en Russie, principalement reconnue pour ses sections Counter-Strike: Global Offensive (CS:GO) et Dota 2.
Elle se fait connaître en 2013 et 2014 grâce à sa section CS:GO, après avoir battu les Ninjas in Pyjamas en finale de la SLTV StarSerie V, les Virtus.pro recrutent des membres de AGAIN ainsi que de Golden 5. Par la suite, la nouvelle équipe remporte la EMS One Katowice 2014, tournoi majeur de CS:GO.
En 2015, Alisher Usmanov, milliardaire russe, investit 100 millions de dollars dans la structure afin de promouvoir les Virtus.pro et le sport électronique en général à travers la création de nouveaux tournois, de nouveaux médias ainsi que la construction de stades dédiés à la discipline.
À partir de 2019, la section CS:GO ayant été composée uniquement de joueurs polonais depuis 2013, subit un changement complet des joueurs. La nouvelle équipe est composée de joueurs russes et kazakhs.
En mars 2022, à la suite de l'offensive russe en Ukraine, de nombreux organisateurs comme ESL ou PGL de tournois décident de bannir l'équipe de leurs évènements. Les équipes décident donc de concourir aux tournois sans organisation, sous le nom de Outsiders.
Le 13 novembre 2022, l'équipe CS:GO de Virtus.pro, jouant toujours sans l'organisation et sous le nom de Outsiders, remporte le tournoi majeur IEM Rio Major 2022. Il s'agit de la troisième équipe de la région CIS à remporter un tournoi majeur. Le capitaine de l'équipe, Dzhami "Jame" Ali, est nommé MVP (Most Valuable Player) de la compétition par le site HLTV.org.

## Équipes

### Counter-Strike:Global Offensive[9]
| Nationalité | Alias   | Nom              | Rôle                 |
| ----------- | ------- | ---------------- | -------------------- |
| Kazakhstan  | Qikert  | Aleksey Golubev  | Rifler               |
| Russie      | Jame    | Dzhami Ali       | In-Game Leader/Awper |
| Russie      | FL1T    | Evgeny Lebedev   | Rifler               |
| Russie      | n0rb3r7 | David Daniyelyan | Rifler               |
| Russie      | fame    | Pyotr Bolyshev   | Rifler               |
| Kazakhstan  | dastan  | Dastan Aqbaev    | Coach                |

### Dota 2
| Nationalité | Alias     | Nom                 | Rôle           |
| ----------- | --------- | ------------------- | -------------- |
| Russie      | Solo      | Alexei Berezin      | In-game leader |
| Russie      | RAMZES666 | Roman Kushnarev     |                |
| Russie      | 9pasha    | Pavel Khvastunov    |                |
| Russie      | RodjER    | Vladimir Nikogosyan |                |
| Ukraine     | No[o]ne   | Vladimir Minenko    |                |
| Ukraine     | Artstyle  | Ivan Antonov        | Coach          |

### Paladins[10]
| Nationalité | Alias   | Nom              | Rôle    |
| ----------- | ------- | ---------------- | ------- |
| États-Unis  | Vex30   | Bryce Kelly      | Support |
| États-Unis  | doesupz | Sebastian Pineo  | Tank    |
| Bulgarie    | Fisheko | David Kostadinov | Dégât   |
| Bulgarie    | Kcruncy | Kerim Kerimov    | Tank    |
| Belgique    | Eraze   | Yannick Heus     | Dégât   |

### Rainbow Six:Siege[11]
| Nationalité | Alias    | Nom                |
| ----------- | -------- | ------------------ |
| Russie      | ShepparD | Artur Ipatov       |
| Russie      | p4sh4    | Pavel Kosenko      |
| Russie      | JoyStiCK | Danil Gabov        |
| Russie      | dan-_-   | Danila Dontsov     |
| Russie      | Always   | Dmitry Mitrahovich |

## Palmarès

### Counter-Strike: Global Offensive
| Ligue                              | Tournois | Date | Position |
| ---------------------------------- | -------- | ---- | -------- |
| CS:GO Major Championships          |          |      |          |
| EMS One Katowice                   | 2014     | 1er  |          |
| ELEAGUE                            | 2017     | 2ème |          |
| IEM Rio (sous le nom de Outsiders) | 2022     | 1er  |          |
| Premier Tournaments                |          |      |          |
| ESEA Season 18 Finals              | 2015     | 1er  |          |
| ESL ESEA Pro League Dubai          | 2015     | 1er  |          |
| ELEAGUE Season 1                   | 2016     | 1er  |          |
| DreamHack Bucharest                | 2016     | 1er  |          |